# جون فان ايس
القس الدكتور جون فان إس (1879–1949) هو مبشرًا أمريكيًا تابعًا للكنيسة الإصلاحية الأمريكية (الهولندية) في البصرة، العراق من عام 1902 حتى وفاته في عام 1949، قبل فترة قصيرة من موعد تقاعده.

## النشأة والتعليم
وُلِد فان إس في بلدة هولند تشارتر (ميشيغان)، وتعلم في كلية هوب في ميشيغان ومعهد برينستون اللاهوتي، حيث درس اللغات السامية. وفي عام 1911، تزوج من دوروثي فيرمين (1885–1975).

## المسيرة
أُرسل فان إس إلى الشرق الأدنى عام 1902 من قِبل الكنيسة الإصلاحية الأمريكية. وكانت أول محطة له في البحرين لدراسة اللغة العربية. وفي عام 1903، أصبحت البصرة في بلاد الرافدين (العراق حاليًا) مقرّه الرئيسي. كان واعظًا متنقلًا، ووصفته أوراقه العثمانية بأنه "راهب طويل القامة، مسالم". استكشف منطقتي دجلة والفرات في الجنوب ورسم خريطة ناجحة لمناطق سكن عرب الأهوار (المعدان) الذين يعيشون على جزر من القصب. سافر جنوبًا إلى ساحل القراصنة (حاليًا الإمارات العربية المتحدة)، ثم شمالًا إلى إسطنبول، قبل أن يعود على طوفه في رحلة بطول 600 ميل على الفرات حتى الفلوجة، ومعه ماعز للحليب، واثنا عشر بطيخة، وكيس أرز، وشحنة صابون، وإمدادات.
في 1907–1908، عمل مترجمًا رسميًا وخبيرًا محليًا لبعثة بريطانية بقيادة ويليام ويلكوكس لدراسة أنظمة الري القديمة.
أسس عام 1912 مدرسة للبنين باسم "مدرسة الأمل الكبير" في البصرة، وأسست زوجته مدرسة للبنات في نفس المدينة عام 1914. خلال عشرينيات وثلاثينيات القرن العشرين، جذبت المدرسة طلابًا من مختلف طبقات المجتمع، وأصبح برنامجها التعليمي، الذي يمنح شهادة ثانوية معترف بها في الولايات المتحدة، من أكثر المؤسسات التعليمية تأثيرًا في العراق. في الذكرى الخامسة والعشرين لفان إس، تبرع قادة مسلمون ومسيحيون ويهود بـ 1800 دولار لبناء أول مختبر علوم في الشرق الأدنى في المدرسة.
كما عمل فان إس لاحقًا مستشارًا للسلطات البريطانية في إعادة تنظيم النظام التعليمي في العراق.
من 1914 حتى يوليو 1915، شغل منصب القنصل الأمريكي المؤقت في البصرة.  
وفي عام 1914، أبلغ القائد البريطاني جون نيكسون (ضابط الجيش الهندي) بانسحاب الحامية العثمانية من البصرة وأن المدينة بلا دفاع، مما مهد الطريق لاحتلالها. كما وفّر عدة عملاء سريين لمساعدة نيكسون. وقد أشاد السير أرنولد ويلسون بدوره خلال الحرب العالمية الأولى، واصفًا إياه وزوجته بأنهما كانا عنصرين مفيدين وشرفاء في البصرة.
في عام 1917، نشر كتابه العربية المحكية في بلاد الرافدين (الطبعة الثانية: العربية المحكية في العراق، 1938) الذي أصبح مرجعًا أساسيًا لتدريس العربية، واستُخدم حتى من قِبل أجاثا كريستي خلال عملها في العراق مع زوجها عالم الآثار ماكس مالوان.

## العراق بعد الحرب العالمية الأولى
كان فان إس مقتنعًا بأن الوجود البريطاني في العراق آنذاك هو الأفضل للبلاد، لكنه عارض تنصيب ملك غير عراقي واعتبر أن غالبية العراقيين لم يكونوا مستعدين للاستقلال. كما انتقد آراء غيرترود بيل وتوماس إدوارد لورنس في الشأن العراقي، معتبرًا أن قلة معرفة بيل باللغة العربية وثقافة النساء والإسلام أثرت على تقييمها.
رأى أن العراق، الذي كان 7/8 سكانه من القبائل، يجب أن يُنظم على أساس الولاءات القبلية، وأن إعلان العراق ككيان سياسي كان مخالفًا لمسار التاريخ الممتد لآلاف السنين.

## العراق بعد الحرب ووفاته
قبل وفاته في 1949، كان قد قَبِل منصب مستشار خاص لشؤون الشرق الأدنى في وزارة الخارجية الأمريكية، لكنه توفي قبل مباشرة عمله.

## حياته الشخصية
كانت زوجته، دوروثي فان إس (حوالي 1885 – 1995)، مؤلفة عدة كتب عن الشرق الأوسط، منها كتاب رواد في العالم العربي (1974). أنجب الزوجان ابنًا، جون جونيور، وُلد في البصرة وكان يتحدث العربية بطلاقة، وتوفي في عمر 26 عامًا، وابنة تُدعى أليس، التي تزوجت في البصرة عام 1949 من الدبلوماسي الأمريكي وليام د. بروير.

## مؤلفاته
- رواد في العالم العربي، 1974.
- تعرف على العربي، 1943.
- العربية المحكية في بلاد الرافدين، 1917.[15]